# Тоболка (приток Цны)
Тоболка — река в России, протекает в черте города Вышний Волочёк Тверской области. Вытекает из Вышневолоцкого водохранилища, течёт на восток. Устье реки находится в 6 км по левому берегу реки Цны. Длина реки составляет 2 км.

## Данные водного реестра
По данным государственного водного реестра России относится к Балтийскому бассейновому округу, водохозяйственный участок реки — Шлина, речной подбассейн реки — Волхов. Относится к речному бассейну реки Нева (включая бассейны рек Онежского и Ладожского озера).
Код объекта в государственном водном реестре — 01040200112102000020125.

## Топографическая карта
- Лист карты O-36-94 Вышний Волочёк. Масштаб: 1 : 100 000. Состояние местности на 1982 год. Издание 1986 г.